# جشنواره گل‌ها
جشنواره گل‌ها (به اسپانیایی: Feria de las Flores)، جشنواره‌ای است که در شهر مدئین، کلمبیا برگزار می‌شود. این جشنواره مهم‌ترین رویداد اجتماعی شهر و شامل مراسم مجللی از رژه اتومبیل‌ها، اسب‌های پاسو فینو و کنسرت‌های زیاد موسیقی است.

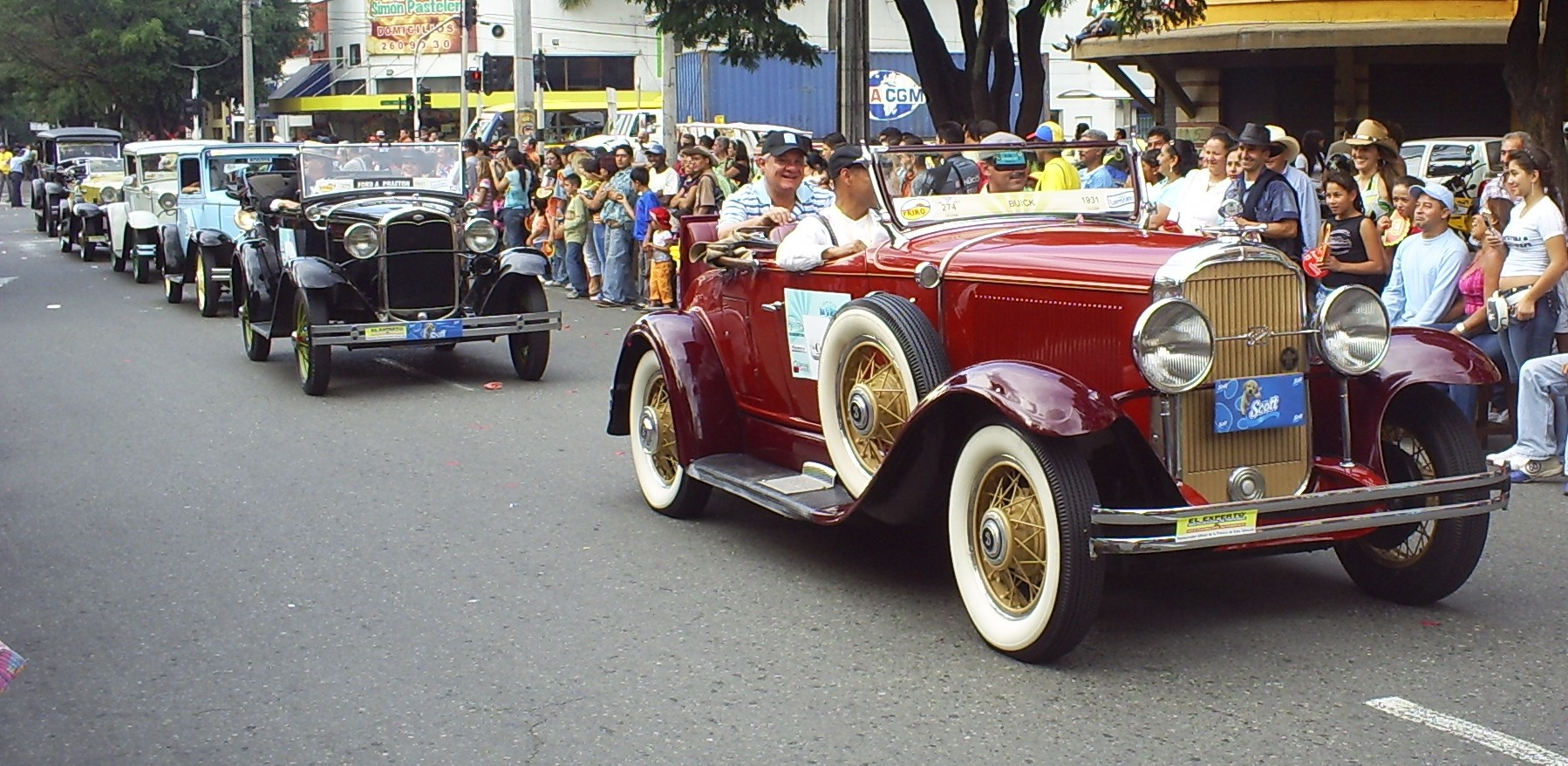
رژه ماشینهای قدیمی و کلاسیک

## تاریخچه
اولین جشنواره گل در روز ۱ مه سال ۱۹۵۷ توسط آرتور اُریب عضو هیئت مدیره دفتر توسعه و گردشگری سازماندهی و برگزار شد. جشنواره به مدت پنج روز ادامه داشت و با نمایش گل در کلیسای جامع متروپولیتن، توسط باشگاه باغبانی مدئین و مونسیگنور تولید بوترو به مناسبت روز مریم مقدس ترتیب داده شده بود. این رژه گل‌ها نشان‌دهنده پایان برده‌داری است، زمانی برده‌ها به جای گل‌ها مردان و زنان را بر پشت خود از تپه‌های شیب‌دار بالا می‌بردند. اولین رژه باربران با حضور ۴۰ مرد از کوُرِخیمینتوی سانتا الینا بود که در پشت‌شان گل‌هایی را به محل برگزاری مراسم می‌بردند.
این جشنواره ابتدا در ماه مه برگزار شد اما در سال ۱۹۵۸ به منظور تجلیل از استقلال بخش انتیوکیا زمان برگزاری آن به ماه اوت تغییر یافت. پس از آن، رویدادهای دیگری مثل:شرکت گل‌ها از سراسر جهان، رژه اسب‌سواران، رکوردهای جهانی گینس در سالهای ۱۹۹۶ و ۱۹۹۹، رژه اتومبیل‌های کلاسیک، نمایشگاه ارکیده‌ها، و غیره اضافه شده‌است.